# Anh có phải đàn ông không
Anh có phải đàn ông không là một bộ phim truyền hình được thực hiện bởi Trung tâm Phim truyền hình Việt Nam, Đài Truyền hình Việt Nam do Trịnh Lê Phong làm đạo diễn. Phim phát sóng vào lúc 21h40 thứ 5, 6 hàng tuần bắt đầu từ ngày 13 tháng 1 năm 2022 và kết thúc vào ngày 22 tháng 4 năm 2022 trên kênh VTV3.

## Nội dung
Anh có phải đàn ông không là câu chuyện xoay quanh cuộc sống của ba người đàn ông Tuấn Khang (Nhan Phúc Vinh), Nhật Minh (Hà Việt Dũng) và Duy Anh (Tuấn Tú). Trong khi Tuấn Khang như một đứa trẻ to xác và có lớn nhưng cũng không có khôn được, chỉ biết ăn chơi, vui vẻ qua ngày và không hề quan tâm đến người khác thì Duy Anh – một người chồng, người bố – lại sẵn sàng từ bỏ tham vọng, ở nhà chăm sóc vun vén cho gia đình để vợ được thỏa sức với niềm đam mê kinh doanh. Nhật Minh, hàng xóm của Duy Anh là một tuýp đàn ông khô khan, không biết thể hiện tình cảm nên thường đem lại những khoảnh khắc hết sức bẽ bàng cho những người phụ nữ bên cạnh. Ba người đàn ông với ba tính cách hoàn cảnh trái ngược nhau cùng ngồi lại chia sẻ với nhau những câu chuyện chính trường hay vĩ mô, tuy nhiên những nỗi niềm riêng của mỗi người lại không thể tỏ cùng ai.

## Diễn viên

### Diễn viên chính
- Nhan Phúc Vinh trong vai Tuấn Khang[8][9]
- Tuấn Tú trong vai Duy Anh[8][10]
- Hà Việt Dũng trong vai Nhật Minh[8][11]
- Bùi Bài Bình trong vai Ông Lý[12]
- Mạnh Cường trong vai Ông Thịnh
- Kiều Minh Hiếu trong vai Dũng
- Thuý An trong vai Thùy Dung
- Việt Hoa trong vai Diễm Lệ
- Thanh Hương trong vai Trúc Lam
- Quỳnh Kool trong vai Vy
- Đan Lê trong vai Mai Ngọc
- Jenna Anh Phương trong vai Thùy Dương
- Vũ Phong trong vai Duy Nam

### Diễn viên phụ
- Tô Dũng trong vai Thanh
- Huyền Trang Mù Tạt trong vai Lan Anh
- Phạm Đình Hưng trong vai Mạnh
- Hoàng Huy trong vai Ông Duy
- Phương Hạnh trong vai Bà Hoa
- Trần Hoàng trong vai Hoàng
- Tiến Ngọc trong vai Đạt
- Hoàng Kim Ngọc trong vai Vượng
- Đình Chiến trong vai Ông Chức
- Vĩnh Xương trong vai Ông Triệu
- Trúc Quỳnh trong vai Bà Trinh
- Nam Việt trong vai Phong
- Đỗ Huệ trong vai Linh
- Thanh Hằng trong vai Bà Mai
- Phúc Minh trong vai Tuấn Khang lúc nhỏ
- Minh Phương trong vai Mẹ của Dũng

Cùng một số diễn viên khác...

## Ca khúc trong phim
Bài hát trong phim là ca khúc "Hôm nay anh rất mệt" do Nguyễn Văn Chung sáng tác và được thể hiện bởi Nhan Phúc Vinh và Tuấn Tú.

## Sản xuất
Bộ phim do Trịnh Lê Phong đảm nhận vai trò đạo diễn, với kịch bản chắp bút bởi Chang Chang Ngô, Tiết Kim Oanh, Ngọc Khánh An và Mai Búp, quay phim Trần Kim Vũ. Đây được coi là tác phẩm có đề tài hiếm hoi và ít được khai thác trong các bộ phim truyện truyền hình Việt Nam và cũng là bộ phim mở màn đầu tiên của VTV năm 2022. Ba vai chính của phim lần lượt do Nhan Phúc Vinh, Tuấn Tú và Hà Việt Dũng đảm nhận. Bùi Bài Bình cũng góp mặt vào bộ phim dù ban đầu ông muốn từ chối nhận vai. Đây còn là tác phẩm đầu tiên có sự tham gia của nữ diễn viên Jenna Anh Phương, con gái Trần Nhượng. Tác phẩm đồng thời đánh dấu sự trở lại của Đan Lê kể từ vai diễn trước trong phim Người phán xử.

## Đón nhận
Tại thời điểm phát sóng, Anh có phải đàn ông không đã nhận về những phản hồi tích cực từ người xem vì nội dung hấp dẫn và diễn xuất sinh động của dàn diễn viên. Kịch bản phim được khen ngợi khi không "lạm dụng" kịch tính và cách thắt-mở nội dung hợp lý, đồng thời xây dựng hình mẫu các nhân vật không "thổi phồng quá mức" hay xa rời thực tế. Các tình tiết trong phim đều được thể hiện dưới góc nhìn của đàn ông và luôn có những tình tiết hài hước và sự lạc quan của "những đứa trẻ to xác" giúp cho bộ phim bớt căng thẳng hơn. Diễn xuất của các diễn viên chính trong phim nhận được đánh giá cao bởi khán giả khi đóng "đạt vai" và "hợp vai". Dù vậy, bộ phim cũng gây nên tranh cãi vì có cảnh nóng được cho là không phù hợp với trẻ em trên sóng truyền hình.

## Giải thưởng
| Năm  | Giải thưởng    | Hạng mục                  | Đề cử          | Kết quả       | Nguồn  |
| ---- | -------------- | ------------------------- | -------------- | ------------- | ------ |
| 2023 | Giải Cánh diều | Phim truyện truyền hình   | —              | Cánh diều bạc | [ 24 ] |
| 2023 | Giải Cánh diều | Đạo diễn xuất sắc         | Trịnh Lê Phong | Đoạt giải     | [ 24 ] |
| 2023 | Giải Cánh diều | Nữ diễn viên phụ xuất sắc | Đan Lê         | Đoạt giải     | [ 24 ] |
| 2023 | Giải Cánh diều | Quay phim xuất sắc        | Trần Kim Vũ    | Đoạt giải     | [ 24 ] |